# Gbèdégbé
Gbèdégbé est un quartier du treizième arrondissement de Cotonou dans le département du Littoral au Bénin. 

## Histoire
Etymologiquement Gbèdégbé, vient de Gbè qui veut dire « la Vie » et Dégbé qui veut dire « ordonner ». Donc Gbèdégbé signifie « la vie ordonne ». Cependant, selon l'histoire, la dénomination originelle du ce petit quartier de Cotonou n'est pas celui que nous lui connaissons actuellement, Gbèdégbé. Il doit son nom à une divinité Dan, connue sous le nom fort de Akérébourou. Cette divinité vénérée par les anciens occupants du quartier jusque dans la première moitié du XXe siècle a son temple-autel perdu actuellement dans les marécages dans la partie nord-est du quartier.
C'est l'un des rares quartiers de Cotonou où des édifices représentatifs de presque tous les grands cultes religieux présents soient présents. En effet, le quartier abrite la plus grande église catholique de l'ancien doyenné de Bon-Pasteur, l'église catholique Sainbéninoist Louis, une église évangélique des Assemblées de Dieu, une église Céleste du nom de Jesu-Honton, un temple Vodoun Thron, deux differents temples du culte Egoungoun, un temple de culte Hindou, un temple Vodoun, et trois autres églises évangéliques.

## Géographie
Gbèdégbé est situé dans la ville de Cotonou et fait partie des six quartiers du 13e arrondissement avec Agla, Missité, Aîbatin, Houénoussou, Ahogbohoué.

## Démographie
Selon la 9e conférence du réseau PEP sur l'utilisation des données CBMS pour le suivi des conditions de vie des femmes et enfants, on enregistre une répartition de la population par sexe. La taille moyenne des ménages dans le 13e arrondissement est de 3,3 personnes, la taille la plus élevée se trouve dans le quartiers Gbèdegbé avec 3,9 habitants par ménage.